# Ben Turner (kolarz)
Benjamin „Ben” Elliott Turner (ur. 28 maja 1999 w Doncaster) – brytyjski kolarz szosowy i przełajowy.

## Osiągnięcia

### Kolarstwo szosowe
Opracowano na podstawie:
2021
- 2. miejsce w mistrzostwach Wielkiej Brytanii do lat 23 (jazda indywidualna na czas)

2023
- 1. miejsce w Vuelta a Murcia
- 2. miejsce w Jaén Paraiso Interior

2025
- 1. miejsce w klasyfikacji punktowej Tour de Pologne
  - 1. miejsce na 3. etapie

### Kolarstwo przełajowe
Opracowano na podstawie:
2017
- 3. miejsce w mistrzostwach świata juniorów
- 2. miejsce w mistrzostwach Wielkiej Brytanii juniorów

2018
- 2. miejsce w mistrzostwach Wielkiej Brytanii do lat 23

2019
- 2. miejsce w mistrzostwach Wielkiej Brytanii

## Rankingi

### Kolarstwo szosowe
| Rok             | 2021  | 2022 | 2023 | 2024 |
| --------------- | ----- | ---- | ---- | ---- |
| World Ranking   | 1183. | 164. | 357. | 433. |
| UCI Europe Tour | 873.  | 134. | -    | -    |
|                 |       |      |      |      |
| Źródło: UCI     |       |      |      |      |